# 2012 aux Îles Marshall
Cet article présente les faits marquants de l'année 2012 aux Îles Marshall.

## Évènements
- 3 janvier : Élection présidentielle (indirecte) aux îles Marshall. Les membres du Nitijela (Parlement), prenant leurs fonctions après leur élection en novembre, élisent Christopher Loeak à la présidence de la république. Il devance Jurelang Zedkaia, Président sortant et seul autre candidat. Loeak entre fonctions le 10 janvier[1],[2],[3].